# Manning Rangers Football Club
El Manning Rangers fue un equipo de fútbol de Sudáfrica que militó en la Premier Soccer League, la liga de fútbol más importante del país.

## Historia
Fue fundado en el año 1932 en Durban por GR Naidoo, quien administraba el equipo y era jugador del mismo. y probablemente serán recordados por ser el equipo que ganó la temporada inaugural de la Premier Soccer League en 1996-97, viviendo el llamado cuento de hadas, como la cenicienta del torneo, al tener su primera temporada en la primera división en 1991.
Repetir aquella proeza resultó imposible, por varias razones, como que en la Liga de Campeones de la CAF de 1998 los eliminó el ASEC Mimosas de Costa de Marfil y en el 2005 descendieron a la Mvela Golden League y un año después se declararon en bancarrota.
El equipo en el 2006 fue comprado y rebautizado como Fidentia Rangers, con sede en Chatsworth, y actualmente juega en la Primera División. Posteriormente el equipo pasaría a llamarse Rangers FC.

## Palmarés
- Premier Soccer League: 1

1996/97
- Copa Osman Spice Works: 1

1985
- FPL Knockout: 2

1979, 1989
- Coca-Cola Shield: 1

1977

## Participación en competiciones de la CAF
| Temporada | Torneo                      | Ronda          | Club              | Casa | Visita | Global    |
| --------- | --------------------------- | -------------- | ----------------- | ---- | ------ | --------- |
| 1998      | Liga de Campeones de la CAF | 1              | LDF FC            | 2-1  | 3-3    | 5-4       |
| 1998      | Liga de Campeones de la CAF | 2              | Power Dynamos FC  | 2-0  | 2-0    | 4-0       |
| 1998      | Liga de Campeones de la CAF | Fase de grupos | ASEC Mimosas      | 1-0  | 1-3    | 2.º Lugar |
| 1998      | Liga de Campeones de la CAF | Fase de grupos | Raja Casablanca   | 1-0  | 1-2    | 2.º Lugar |
| 1998      | Liga de Campeones de la CAF | Fase de grupos | Young Africans SC | 4-0  | 1-1    | 2.º Lugar |

## Jugadores

### Destacados
- Mark Davies Más partidos con el club.
- Simon Makhubela Más goles con el club.
- Keryn Jordan Más goles en 1 temporada con el club con 22.
- Innocent Chikoya Más juegos en 1 sola temporada con 43
- Gilbert Mushangazhike Goleador de Zimbabue.
- Bruce Grobbelaar Portero de Zimbabue, entrenador en 2004-05.
- George Koumantarakis Delantero de la selección de Sudáfrica y campeón en la temporada 1995
- Mark Tovey
- Zoran Pesic